# Йохсучийон

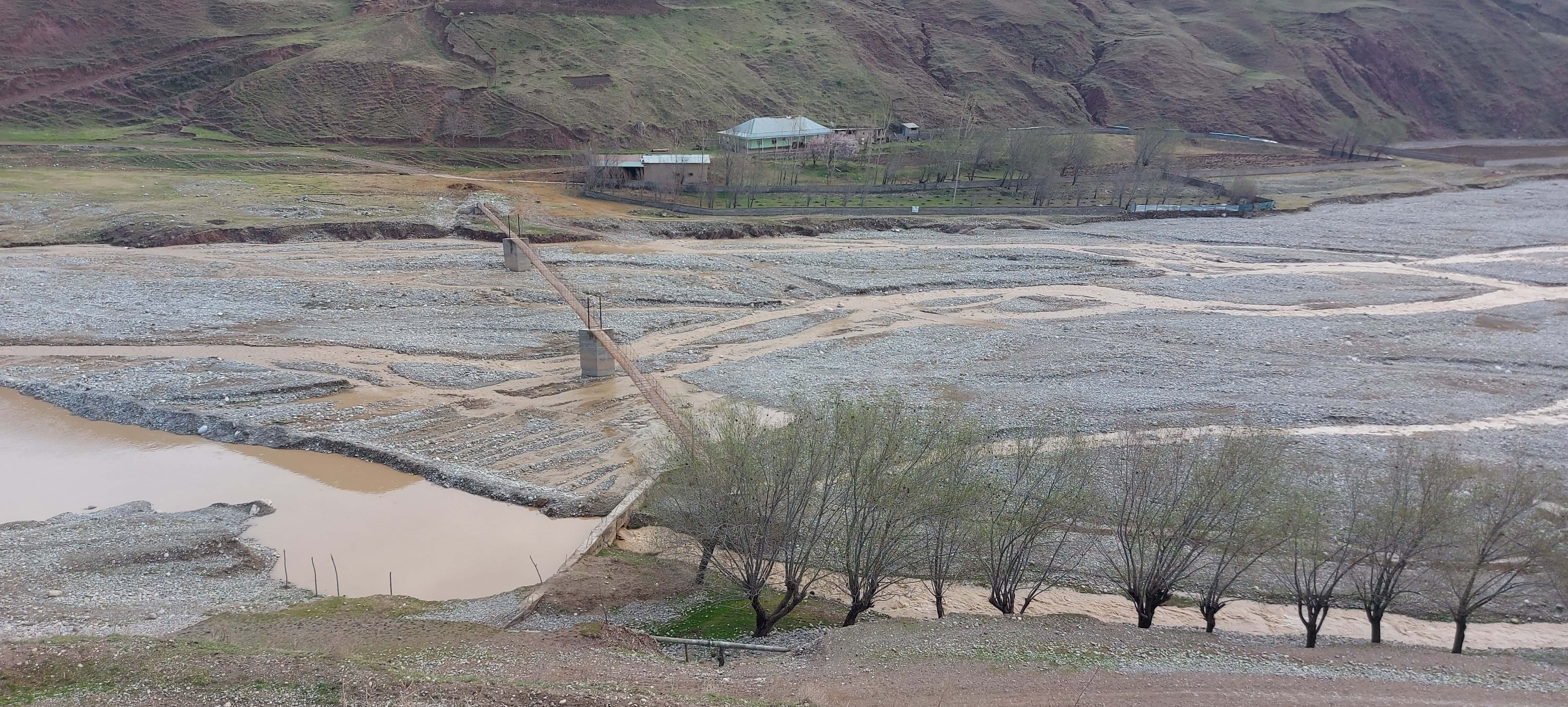
Водотік в село Йохсучийон

Йохсучийон (тадж. Ёхсучиён) — село у складі Хатлонської області Таджикистану. Входить до складу Даханського джамоату Кулябського району.

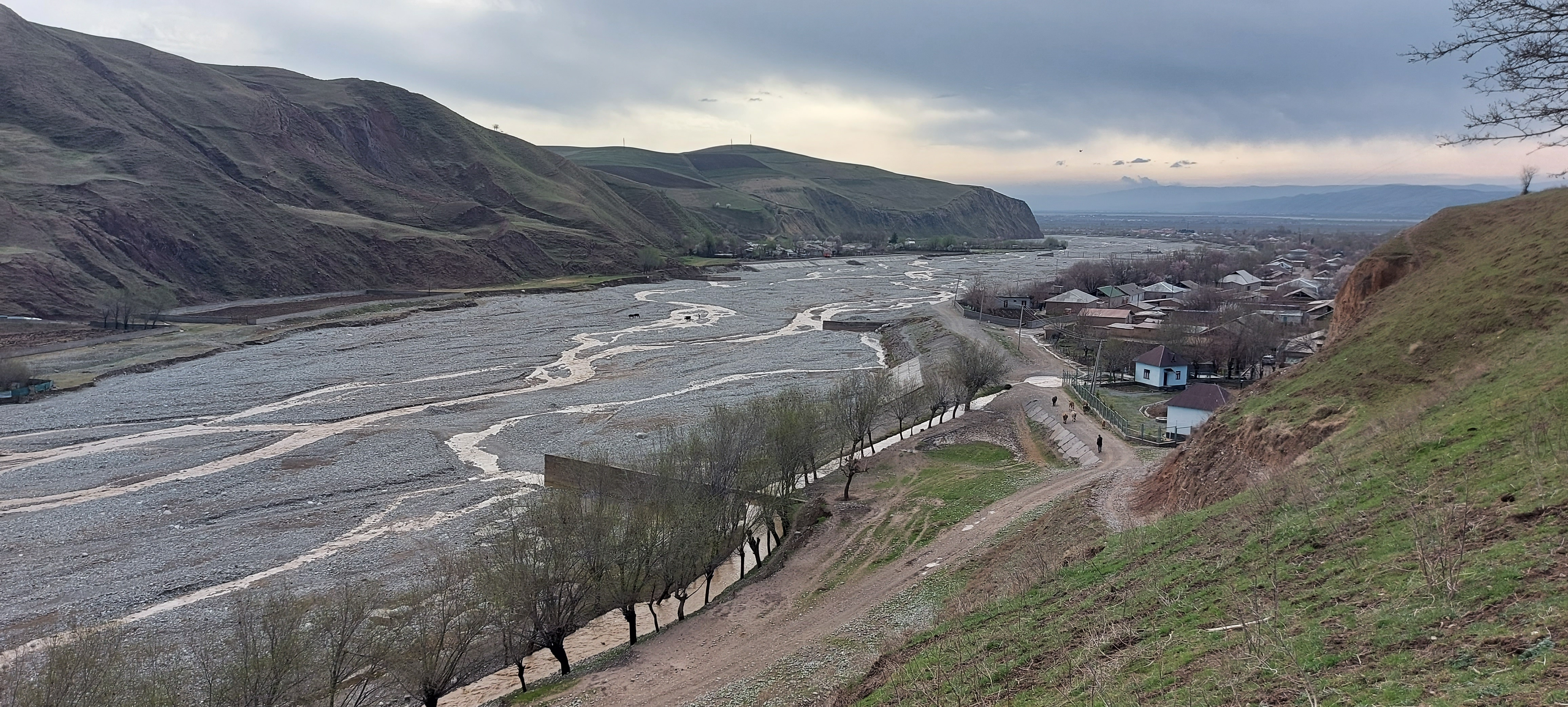
Село Йохсучийон

Назва означає жителі набережної річки Яхсу
Населення — 1927 осіб (2017); 1936 (2010).
Село має школу, медичний пункт, мечеть. Від Йохсучийона до центра джамоата 1 км, а до центру району 18 км.